# Aris Argiris
Aris Argiris (griechisch Άρης Αργύρης, * 20. Dezember 1974 als Αργύριος Παπαγιαννοπουλος, Argyrios Papagiannopoulos in Athen) ist ein griechischer Opernsänger der Stimmlage Bariton und Gesangspädagoge.

## Leben und Wirken
Aris Argiris studierte in seiner Heimatstadt zunächst Saxophon, Sprachen und Marketing. Er trat dem Chor der Universität bei, worauf ihm zu einem Gesangsstudium geraten wurde. Daraufhin studierte er Musiktheorie sowie Gesang bei Kostas Paskalis, Frangiskos Voutsinos und Despina Kalafati. Im Jahr 1999 erhielt er in Athen das Maria-Callas-Stipendium zur Förderung des Auslandsstudiums junger griechischer Sänger, mit dem er sein Gesangsstudium in der Meisterklasse von Daphne Evangelatos an der Hochschule für Musik und Theater München fortsetzte. Während des Studiums wirkte er in Konzerten und Aufführungen unter anderem im Prinzregententheater in München sowie im Gewandhaus Leipzig mit.
Gastengagements führten ihn unter anderem an die Hamburgische Staatsoper, die Königliche Oper (Stockholm), die Deutsche Oper Berlin, die Komische Oper Berlin, das Staatstheater Stuttgart, ans Royal Opera House London, die La Monnaie Brüssel, das Michailowski-Theater St. Petersburg, das Theater an der Wien sowie das Teatro Colón Buenos Aires und die Arena von Verona.
Feste Engagements hatte er am Musiktheater im Revier in Gelsenkirchen, am Theater Dortmund, der Oper Bonn, an der Oper Frankfurt. In der Spielzeit 2023/24 ist Argiris am Staatstheater Darmstadt für die Rolle des Jago in Otello engagiert.
Seit 2016 ist Argiris Professor für Gesang an der Universität der Künste Berlin.

### Videoaufnahmen
Argiris war Escamillo in Bizets Carmen im ersten 3D Opernfilm Carmen in 3D (2011). Aufgezeichnet wurde die Inszenierung 2010 im Royal Opera House Covent Garden London. Filmpremiere war am 5. Februar 2011 beim Santa Barbara International Film Festival.
Während der Massenquarantäne im Jahr 2020 Aufgrund der COVID-19-Pandemie führte Argiris zusammen mit Detlef Obens für Das Opernmagazin Videogespräche mit Kulturschaffenden.

### Privates
Argiris ist mit der argentinischen Sängerin Guadalupe Larzabal verheiratet, hat zwei Töchter und lebt in Bonn.

## Opernrollen (Auswahl)
- Bizet: Escamillo in Carmen
- Donizetti: Belcore in L’elisir d’amore
- Donizetti: Lord Enrico Asthon in Lucia di Lammermoor
- Gounod: Valentin in Faust
- Korngold: Frank und Fritz in Die tote Stadt
- Leoncavallo: Tonio (Taddeo) und Silvio in Pagliacci
- Mozart: Don Giovanni
- Mozart: Conte d’Almaviva in Le nozze di Figaro
- Mozart: Guglielmo in Così fan tutte
- Mozart: Nardo in La finta giardiniera
- Offenbach: die vier Bösewichte in Hoffmanns Erzählungen
- Puccini: Marcello in La Bohème
- Puccini: Scarpia in Tosca
- Puccini: Sharpless in Madama Butterfly
- Puccini: Lescaut in Manon Lescaut
- Puccini: Frankn in Edgar
- Rossini: Figaro in Il barbiere di Siviglia
- Rossini: Dandini in La Cenerentola
- Strauss: Jochanaan in Salome
- Verdi: Amonasro in Aida
- Verdi: Rodrigo in Don Carlo
- Verdi: Francesco Foscari in I due Foscari
- Verdi: Francesco in I masnadieri
- Verdi: Conte di Luna in Il trovatore
- Verdi: Don Carlo di Vargas Die Macht des Schicksals
- Verdi: Giorgio Germont in La traviata
- Verdi: Nabucco
- Verdi: Jago in Otello
- Verdi: Rigoletto
- Verdi: Paolo in Simon Boccanegra
- Verdi: Renato in Un ballo in maschera
- Wagner: Wotan in Das Rheingold
- Wagner: Wotan in Die Walküre

Quellen:

## Auszeichnungen
- 2002: Preisträger des Internationalen Gesangswettbewerbs der Kammeroper Schloss Rheinsberg
- 2006: Bester neuer Künstler (griechisch Καλύτερου νέου καλλιτέχνη), Verband der griechischen Theater- und Musikkritiker (griechisch Ενωση Ελλήνων Θεατρικών - Μουσικών Κριτικών).[9][10]

## Diskografie
- Siegfried Matthus: Ariadne – Dithyrambos für Bariton und Orchester und Arie des Holofernes „Eins möchte ich wissen“ aus Judith mit Aris Argiris, Württembergische Philharmonie Reutlingen, Dirigent: Ola Rudner. Auf Beloved Dionysos (Genuin, 2009).
- Bizet: Carmen in 3D, mit Christine Rice, Bryan Hymel, Aris Argiris, Maija Kovalevska, Orchestra of the Royal Opera House, Dirigent: Constantinos Carydis, Regie: Francesca Zambello, Videoregie: Julian Napier; Bluray (Opus Arte, 2011).
- Carlo Enrico Pasta: Atahualpa mit Aris Argiris, Arianna Ballotta, Ivan Magrì, Vassily Ladyuk, Carlo Cigni, Xavier Fernández, Juan Pablo Marcos, Rosa Parodi, Orquesta Sinfónica Nacional del Perú, Dirigent: Manuel López-Gómez (Universal Classics & Jazz, 2015).
- Korngold: Das Wunder der Heliane mit Annemarie Kremer, Aris Argiris, Ian Storey, Katerina Hebelková, Frank van Hove, Nutthaporn Thammathi, György Hanczár, Philharmonischen Orchester Freiburg Dirigent: Fabrice Bollon (Naxos, 2018).